# La Voie du bonheur
Pour plus de détails, voir Fiche technique et Distribution.
La Voie du bonheur est un film français réalisé par Léo Joannon et sorti en 1931.

## Fiche technique
- Titre alternatif : Sur la voie du bonheur[1]
- Réalisation : Léo Joannon
- Production :  Nord Film
- Producteur : Charles Burguet
- Pays d'origine :  France
- Langue originale : français
- Format : noir et blanc — 35 mm — 1.37 : 1 — son mono
- Genre : Drame
- Durée : 82 minutes
- Dates de sortie: 
  - France : 28 octobre 1931

## Distribution
- Jean Dehelly
- René Ferté
- Charley Sov
- Denise Delannoy
- Simone Bourday
- Pauline Carton
- Édouard Francomme
- Monique Priola